# Robert Fano
Roberto Mario "Robert" Fano (11 de noviembre de 1917-13 de julio de 2016) fue un informático italoestadounidense, profesor de ingeniería eléctrica y de ciencias de la computación en el Instituto de Tecnología de Massachusetts. Se convirtió en alumno y después en compañero de laboratorio de Claude Shannon, con quien colaboró en los primeros años del desarrollo de la teoría de la información.

## Primeros años
Fano nació en Turín, Italia, en 1917 en el seno de una familia judía y creció en su ciudad natal. Su padre era el matemático Gino Fano, su hermano mayor era el físico Ugo Fano, y era primo de Giulio Racah. Fano estudió ingeniería como pregrado en la Escuela de Ingeniería de Turín (el Politecnico di Torino) hasta 1939, cuando emigró a los Estados Unidos como resultado de la legislación antijudía aprobada bajo el régimen de Benito Mussolini. Recibió su título de grado en ingeniería eléctrica del MIT en 1941 y, al graduarse, se unió al personal del Laboratorio de Radiación del Instituto. Después de la Segunda Guerra Mundial, completó en 1947 su doctorado en ingeniería eléctrica por el MIT. Su tesis, titulada "Limitaciones teóricas en la coincidencia de impedancias arbitrarias de banda ancha", fue supervisada por Ernst Guillemin.

## Carrera
La carrera de Fano abarca tres áreas: sistemas de microondas, teoría de la información e informática.
Se incorporó a la facultad del MIT en 1947, en lo que entonces se llamaba el Departamento de Ingeniería Eléctrica. Entre 1950 y 1953 dirigió el Grupo de Técnicas de Radar en el Laboratorio Lincoln. En 1954 recibió el premio IEEE Fellow por "sus contribuciones en el campo de la teoría de la información y los filtros de microondas". Fue elegido miembro del Academia Estadounidense de las Artes y las Ciencias en 1958, de la Academia Nacional de Ingeniería en 1973 y de la Academia Nacional de Ciencias en 1978.
Fano era conocido principalmente por su trabajo sobre la teoría de la información. Desarrolló el sistema de Codificación Shannon-Fano en colaboración con Claude Shannon y dedujo la desigualdad de Fano. También inventó el denominado algoritmo de Fano de decodificación secuencial y postuló la métrica de Fano.
A principios de la década de 1960, participó en el desarrollo de las computadoras de tiempo compartido. Desde 1963 hasta 1968, fue el director fundador del Proyecto MAC, que evolucionó hasta convertirse en lo que ahora se conoce como Laboratorio de Ciencias de la Computación e Inteligencia Artificial del Instituto de Tecnología de Massachusetts. También ayudó a crear el plan de estudios de informática original del MIT.
En 1976 recibió el Premio Claude Shannon por su trabajo en teoría de la información, y en 1977 fue reconocido por su contribución a la enseñanza de la ingeniería eléctrica con la Medalla de Educación IEEE James H. Mulligan Jr.
Fano se retiró de la docencia activa en 1984, y falleció el 13 de julio de 2016 a la edad de 98 años.

## Publicaciones
Además de su trabajo en teoría de la información, también publicó artículos y libros sobre sistemas de microondas, electromagnetismo, teoría de redes y educación en ingeniería. Sus publicaciones más extensas incluyen:
- "La teoría de los filtros de microondas" y "El diseño de los filtros de microondas", capítulos 9 y 10 en George L. Ragan, ed., Microwave Transmission Circuits, vol. 9 de la Serie de laboratorios de radiación (con A. W. Lawson, 1948).
- Transmisión y radiación de energía electromagnética (con Lan Jen Chu y Richard B. Adler, 1960).
- Campos electromagnéticos, energía y fuerzas (con Chu y Adler, 1960).
- Fano, Robert (1961). Transmission of information: a statistical theory of communications. Cambridge, Mass: MIT Press. ISBN 978-0-262-56169-3. OCLC 804123877.